# District de Klatovy
Le district de Klatovy (en tchèque : okres Klatovy) est un des sept districts de la région de Plzeň, en Tchéquie. Son chef-lieu est la ville de Klatovy. 
Le district de Klatovy est divisé en trois district administratif de municipalités avec une compétence accrue. Klatovy, Horaz’dovice et Susice 

## Liste des communes

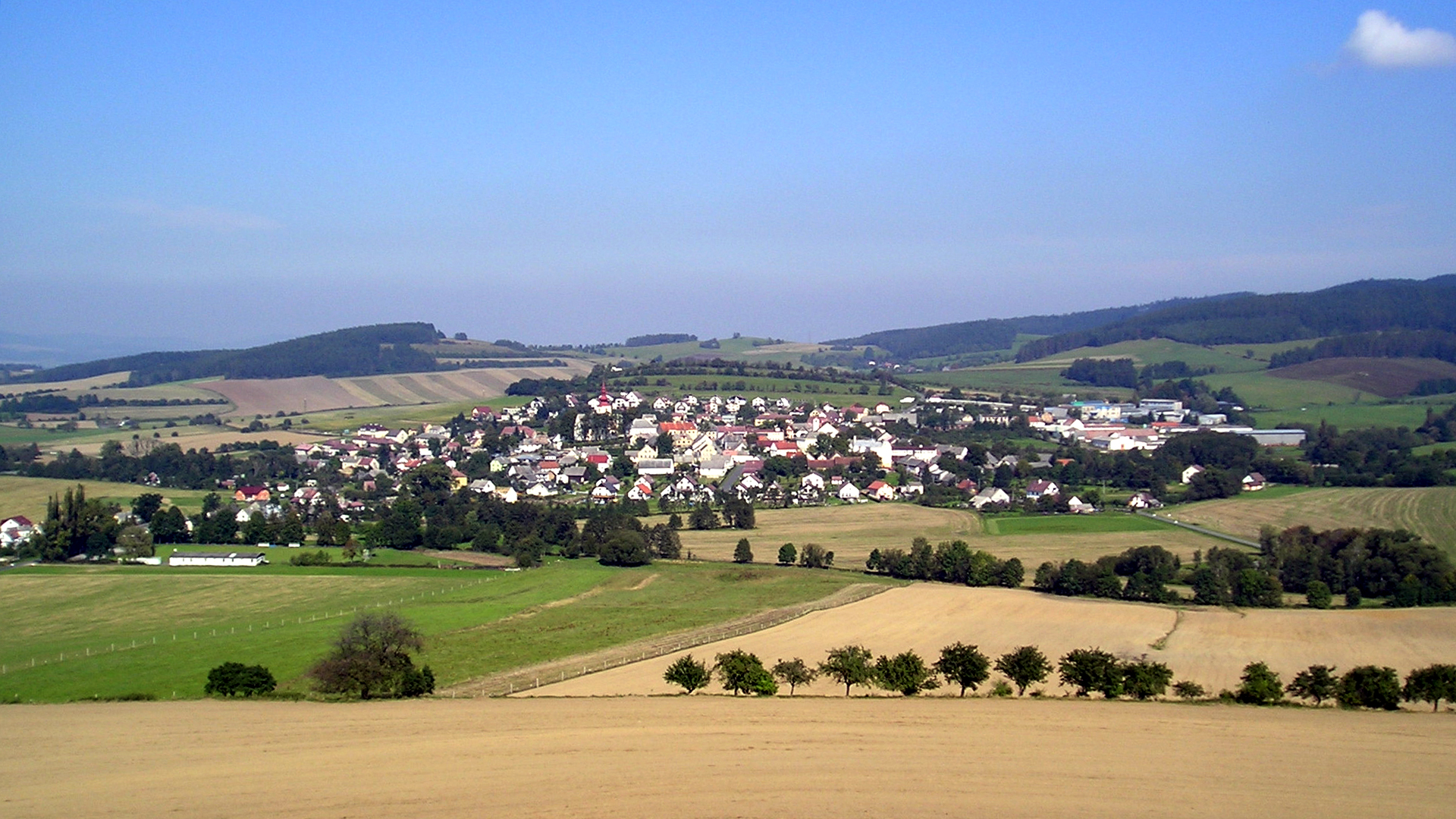
Strazov.

Le district compte 94 communes, dont quinze ont le statut de ville (město, en gras) et quatre celui de bourg (městys, en italique) :
Běhařov -
Běšiny -
Bezděkov -
Biřkov -
Bolešiny -
Břežany -
Budětice -
Bukovník -
Čachrov -
Černíkov -
Červené Poříčí -
Chanovice -
Chlistov -
Chudenice -
Chudenín -
Číhaň -
Čímice -
Dešenice -
Dlažov -
Dlouhá Ves -
Dobršín -
Dolany -
Domoraz -
Dražovice -
Frymburk -
Hamry -
Hartmanice -
Hejná -
Hlavňovice -
Hnačov -
Horažďovice -
Horská Kvilda -
Hrádek -
Hradešice -
Janovice nad Úhlavou -
Javor -
Ježovy -
Kašperské Hory -
Kejnice -
Klatovy -
Klenová -
Kolinec -
Kovčín -
Křenice -
Kvášňovice -
Lomec -
Malý Bor -
Maňovice -
Měčín -
Mezihoří -
Mlýnské Struhadlo -
Modrava -
Mochtín -
Mokrosuky -
Myslív -
Myslovice -
Nalžovské Hory -
Nehodiv -
Nezamyslice -
Nezdice na Šumavě -
Nýrsko -
Obytce -
Olšany -
Ostřetice -
Pačejov -
Petrovice u Sušice -
Plánice -
Podmokly -
Poleň -
Prášily -
Předslav -
Rabí -
Rejštejn -
Slatina -
Soběšice -
Srní -
Strašín -
Strážov -
Sušice -
Svéradice -
Švihov -
Tužice -
Týnec -
Újezd u Plánice -
Velhartice -
Velké Hydčice -
Velký Bor -
Vrhaveč -
Vřeskovice -
Zavlekov -
Zborovy -
Železná Ruda -
Žihobce -
Žichovice

## Principales communes
Population des dix principales communes du district au 1er janvier 2024 et évolution depuis le 1er janvier 2023 :
| Klatovy              | 22 938 | en augmentation |
| Sušice               | 10 783 | en diminution   |
| Horažďovice          | 5 142  | en augmentation |
| Nýrsko               | 5 113  | en augmentation |
| Janovice nad Úhlavou | 2 428  | en augmentation |
| Švihov               | 1 671  | en diminution   |
| Plánice              | 1 617  | en augmentation |
| Železná Ruda         | 1 642  | en diminution   |
| Kolinec              | 1 443  | en diminution   |
| Kašperské Hory       | 1 391  | en diminution   |